# フランクリン郡 (ケンタッキー州)
フランクリン郡（フランクリンぐん、英: Franklin County）は、アメリカ合衆国ケンタッキー州の北部にある郡である。人口は5万1541人（2020年）。郡庁所在地のフランクフォートはケンタッキー州の州都である。1795年に設立され、郡名は発明家かつ政治家でもあったベンジャミン・フランクリンにちなんで名付けられた。
フランクリン郡はフランクフォート大都市圏に属している。

## 地理
アメリカ合衆国国勢調査局に拠れば、郡域全面積は212.11平方マイル (549.4 km2)であり、このうち陸地210.46平方マイル (545.1 km2)、水域は1.65平方マイル (4.3 km2)で水域率は0.78%である。

### 主要高規格道路
- 州間高速道路64号線
- アメリカ国道127号線（オーエン道路、ウェストフランクフォートとプラザを繋ぐ、ローレンスバーグ道路）
- アメリカ国道60号線（ルイビル道路、バーセイルズ道路）
- ケンタッキー州道676号線（東西方向路）

### 隣接する郡
- オーエン郡 - 北
- スコット郡 - 東
- ウッドフォード郡 - 南東
- アンダーソン郡 - 南
- シェルビー郡 - 西
- ヘンリー郡 - 北西

## 政治
フランクリン郡の有権者登録数では圧倒的に民主党が多い。共和党登録者に対する比率は4対1である。しかし国政選挙ではどちらの党も支持してきた。2000年アメリカ合衆国大統領選挙では、民主党のアル・ゴアが総得票数の50%を獲得し、対する共和党のジョージ・W・ブッシュは47%だった。2004年の場合はブッシュが50%を獲得し、民主党のジョン・ケリーは48%だった。2008年では、共和党のジョン・マケインが49.48%、民主党のバラク・オバマが48.87%と、僅か144票差の接戦だった。

## 人口動態
以下は2000年国勢調査による人口統計データである。
| 基礎データ - 人口: 47,687人 - 世帯数: 19,907 世帯 - 家族数: 12,840 家族 - 人口密度: 88人/km2（227人/mi2） - 住居数: 21,409軒 - 住居密度: 39軒/km2（102軒/mi2） 人種別人口構成 - 白人: 87.98% - アフリカン・アメリカン: 9.36% - ネイティブ・アメリカン: 0.13% - アジア人: 0.72% - 太平洋諸島系: 0.02% - その他の人種: 0.55% - 混血: 1.24% - ヒスパニック・ラテン系: 1.11% 年齢別人口構成 - 18歳未満: 22.6% - 18-24歳: 9.7% - 25-44歳: 30.5% - 45-64歳: 24.9% - 65歳以上: 12.3% - 年齢の中央値: 37歳 - 性比（女性100人あたり男性の人口） - 総人口: 93.7 - 18歳以上: 89.7 | 世帯と家族（対世帯数） - 18歳未満の子供がいる: 29.5% - 結婚・同居している夫婦: 48.7% - 未婚・離婚・死別女性が世帯主: 12.2% - 非家族世帯: 35.5% - 単身世帯: 30.4% - 65歳以上の老人1人暮らし: 10.6% - 平均構成人数 - 世帯: 2.30人 - 家族: 2.86人 収入と家計 - 収入の中央値 - 世帯: 40,011米ドル - 家族: 51,052米ドル - 性別 - 男性: 32,826米ドル - 女性: 26,201米ドル - 人口1人あたり収入: 21,229米ドル - 貧困線以下 - 対人口: 10.7% - 対家族数: 6.9% - 18歳未満: 12.8% - 65歳以上: 12.2% |

## 都市と町
- フランクフォート - 郡庁所在地
- ブリッジポート
- フォークスオブエルクホーン
- ジェット
- スウィッツァー

## 教育
フランクリン郡公共教育学区
この学区にはフランクフォート市の大半など郡のほとんど全部が含まれている。
- フランクリン郡高校（9年生-12年生）
- ウェスタンヒルズ高校（9年生-12年生）

フランクフォート独立教育学区
この学区にはフランクフォート市の中心街、サウスフランクフォート（州会議事堂近辺）およびベルポイントなど市内の地区をカバーしている。学校は下記2校のみである。
- セコンドストリート学校（幼稚園-6年生）
- フランクフォート高校（7年生-12年生）

私立学校
- キャピタル・デイスクール[7]（幼稚園前-8年生）
- フランクフォート・クリスチャン・アカデミー[8]（幼稚園-12年生）
- グッドシェパード・カトリック・スクール[9]（幼稚園前-8年生）

高等教育機関
- ケンタッキー州立大学

## 公園
- 州会議事堂観覧公園
- コーブスプリング公園と自然保護地
- ドーリー・グラハム公園
- イーストフランクフォート公園
- ジュニパーヒル公園とゴルフコース
- レイクビュー公園
- フォートヒルのレスリー・モリス公園: フランクフォート市中心街を見下ろす広さ120エーカー (0.49 km2) の森林。南北戦争中の1864年におきた小競り合いでフランクフォート市を守る主要陣地工作物の名残があり、これに通る小道がある。
- リバービュー公園
- トッド公園